# Joachim Siöcrona

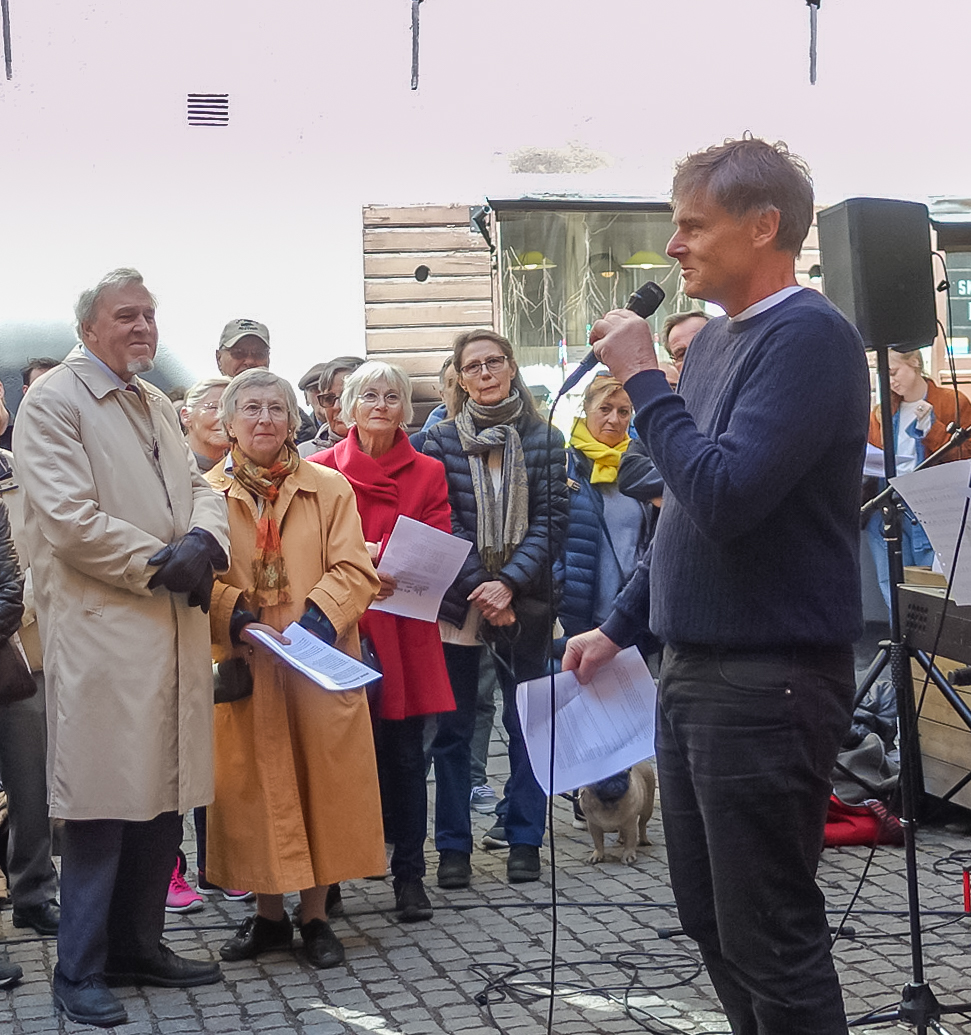
Joachim Siöcrona (till vänster) och Erik Winqvist (talare) i samband med invigningen av Vera Siöcronas Torg i Gamla stan 2018.

Hans Joachim Siöcrona, född 1 april 1943 i Gustaf Vasa församling i Stockholm, är en svensk bibliotekarie, författare, bokförläggare och översättare.

## Biografi
Siöcrona växte upp i Strängnäs och avlade studentexamen 1962. Han studerade vid Uppsala universitet, där han 1967 blev filosofie kandidat i teoretisk och praktisk filosofi, estetik, idé- och lärdomshistoria och konsthistoria. År 1972 diplomerades han från Institutet för högre reklam- och kommunikationsutbildning, IHR. Han skrev 1971 trebetygsuppsatsen "Fem skulpturer av Niklas Byström" och erhöll 1973 Romstipendiet under ledning av Torgil Magnuson. 
År 1985 blev han biblioteksassistent vid Svenska Akademiens Nobelbibliotek och var 1986–1989 bibliotekarie vid Riksarkivets bibliotek samt 1990–2007 bibliotekarie vid Kungliga Skogs- och Lantbruksakademiens bibliotek.
Siöcrona grundade 1993 bokförlaget Hilaritas. Han har intresserat sig för 1600-talsfilosofen Spinoza och gjort insatser för att översätta och tillgängliggöra honom på svenska. På liknande sätt har han publicerat flera skrifter om och av Christopher Jacob Boström samt Friedrich Nietzsche, Emanuel Swedenborg och Vilhelm Ekelund.
Joachim Siöcrona är sonson till Jan Siöcrona och brorson till Vera Siöcrona. År 2018 invigdes Vera Siöcronas Torg i Stockholm på förslag av brorsonen. År 2005 gifte han sig med juris kandidat Carin Frostberg, född Nordström, som varit avdelningsdirektör på Arbetsmiljöverket.

### Om och avBaruch Spinoza
- 1985 - Siöcrona, Joachim. ”Spinozas lycka: [dikt]”. Horisont (Vasa : Horisont, 1954-) 1985 (4),:  sid. 47. ISSN 0439-5530. ISSN 0439-5530 ISSN 0439-5530. Libris 2906351
- 1986 - Siöcrona, Joachim. ”Spinozas intuitiva vetande”. Filosofisk tidskrift (Stockholm : Thales, 1980-) 1986 (2),:  sid. 38-39. ISSN 0348-7482. ISSN 0348-7482 ISSN 0348-7482. Libris 2906344
- 1990 - Siöcrona, Joachim. Spinozas intuitiva insikt. Uppsala: Förf., Norrbergsv. 1. Libris 1521346
- 1992 - Siöcrona, Joachim. ”Spinozas intuitiva nondualism”. Filosofisk tidskrift (Stockholm : Thales, 1980-) 1992 (1),:  sid. 25-30. ISSN 0348-7482. ISSN 0348-7482 ISSN 0348-7482. Libris 2906347
- 1993 - Siöcrona, Joachim. Spinoza, zenbuddhism och ekosofi: 1984-1992. Skrifter om Spinozas filosofi, 1103-4610 ; 1. Uppsala: Hilaritas. Libris 7796018. ISBN 91-972040-0-5
- 1993 - Spinoza, Benedictus de. Tolv brev: om Gudnaturen, förnuftet och vidskepelsen, den kristna ortodoxin, tiden och evigheten : 1661-1676. Skrifter om Spinozas filosofi, 1103-4610 ; 2. Översättning: Joachim Siöcrona. Uppsala: Hilaritas. Libris 7796019. ISBN 91-972040-1-3
- 1994 - Spinoza, Benedictus de. Metafysiska tankar: om Guds essens och existens, liv, vilja och förstånd, om tid, fortvaro och evighet, skapelse och oändlighet : 1663. Skrifter om Spinozas filosofi, 1103-4610 ; 3. Översättning: Joachim Siöcrona. Johanneshov: Hilaritas. Libris 8383743. ISBN 91-972040-2-1
- 2004 - Spinoza, Benedictus de. Brännbara tankar år 1670 om religion och politik. Skrifter om Spinozas filosofi, 1103-4610 ; 4. Översättning: Jane Rogin Nilsson, Redaktör: Joachim Siöcrona. Johanneshov: Hilaritas. Libris 9601142. ISBN 91-972040-6-4
- 2006 - Hitchcock, Ethan Allen. Swedenborg och Spinoza: företal om Vilhelm Ekelund av Joachim Siöcrona. Skrifter om Spinozas filosofi, 1103-4610 ; 5. Översättning: Siöcrona Joachim. Bromma: Hilaritas. Libris 10163356. ISBN 91-972040-7-2
- 2007 - Lucas, Jean Maximilien. Spinozas liv: av en samtida beundrare. Skrifter om Spinozas filosofi, 1103-4610 ; 6. Översättning Jane Rogin Nilsson, Joachim Siöcrona. Bromma: Hilaritas. Libris 10470576. ISBN 978-91-972040-8-8
- 2010 - Spinoza, Benedictus de. Förståndets förbättring. Skrifter om Spinozas filosofi, 1103-4610 ; 7. Översättning: Joachim Siöcrona. Bromma: Hilaritas. Libris 12055228. ISBN 978-91-978697-2-0
- 2011 - Siöcrona Joachim, red. Svenskar om Spinozas förståndskärlek. Skrifter om Spinozas filosofi, 1103-4610 ; 8. Bromma: Hilaritas. Libris 12101610. ISBN 9789197869737
- 2012 - Kayser, Rudolf; Einstein Albert. Spinoza: porträtt av en andlig hjälte. Skrifter om Spinozas filosofi, 1103-4610 ; 9. Översättning: Siöcrona Joachim. Stockholm: Hilaritas. Libris 13543377. ISBN 978-91-978697-5-1
- 2014 - Colerus, Johannes. Benedict de Spinozas liv. Skrifter om Spinozas filosofi, 1103-4610 ; 10. Översättning: Siöcrona Joachim. Stockholm: Hilaritas. Libris 16598001. ISBN 9789197869775

### Om och avChristopher Jacob Boström
- 1998 - Siöcrona, Joachim. ”Efterord [till Christopher Jacob Boström, "Filosofiska sentenser"”. Filosofiska sentenser / Christopher Jacob Boström. Christopher Jacob Boströms idealistiska filosofi / L.H. Åberg ; i urval och med efterord av Joachim Siöcrona (Johanneshov : Hilaritas, 1998):  sid. 47-49. Libris 3046555
- 1998 - Boström, Christopher Jacob; Åberg Lawrence Heap. Siöcrona Joachim. red. Filosofiska sentenser. Johanneshov: Hilaritas. Libris 7796022. ISBN 91-972040-4-8
- 1999 - Siöcrona, Joachim. ”Boströms nydanande filosofi”. Filosofisk tidskrift (Stockholm : Thales, 1980-) 1999 (3),:  sid. 64. ISSN 0348-7482. ISSN 0348-7482 ISSN 0348-7482. Libris 2962165
- 2002 - Boström, Christopher Jacob; Klingberg Gustaf. Siöcrona Joachim. red. Den förnuftiga viljans etik: ett urval texter från föreläsningar i etik 1861 efter Gustaf Klingbergs anteckningar. Johanneshov: Hilaritas. Libris 8394644. ISBN 91-972040-5-6
- 2002 - Siöcrona, Joachim. ”Boströms Gud”. Filosofisk tidskrift (Stockholm : Thales,) 2002 (3),:  sid. [57]-58. 0348-7482. ISSN 0348-7482. Libris 8724818
- 2010 - Nyblæus, Axel. Siöcrona Joachim. red. Christopher Jacob Boström: Den filosofiska forskningen i Sverige från slutet av adertonde århundradet, framställd i sitt sammanhang med filosofiens allmänna utveckling, del. 4:1-2, tryckta 1895 och 1897. Bromma: Hilaritas. Libris 11750445. ISBN 978-91-978697-0-6

### Övrigt
- 1971 -  Fem skulpturer av Niklas Byström (otryckt 3-betygsuppsats, Konsthistoriska institutionen, Uppsala universitet)
  - Siöcrona, Joachim (1971). Fem skulpturer av Johan Niklas Byström. Uppsala: Konsthistoriska inst., Uppsala univ. Libris 1405954
- 1994 - Gast, Peter; Ericsson Albert. Siöcrona Joachim. red. Friedrich Nietzsches Så talade Zarathustra. Johanneshov: Hilaritas. Libris 7796021. ISBN 91-972040-3-X
- 1995 - Kungl. Skogs- och lantbruksakademien. Biblioteket. Siöcrona Joachim. red. Litteratur om hästar och hästskötsel i Kungl. Skogs- och Lantbruksakademiens bibliotek: ett urval i första hand för hästhistoriker. Stockholm: Kungl. Skogs- och Lantbruksakademien. Libris 2079318
- 1996 - Siöcrona, Joachim. ”Lögnaktigt om Nietzsche”. Arbetet nyheterna (ed. Malmö) (Malmö : Nya Arbetet AB, 1995–1999) 1996-11-14. ISSN 1402-7933. ISSN 1402-7933 ISSN 1402-7933. Libris 2912352
- 1997 - Siöcrona, Joachim. Litteratur om hästar och hästskötsel i Kungl. Skogs- och Lantbruksakademiens bibliotek. Stockholm: Nordiska museet. Libris 2348725
- 2008 - Siöcrona, Joachim. Ung, sökande filosof i Uppsala: dagbok 1980–1981. Bromma: Hilaritas. Libris 10897112. ISBN 978-91-972040-9-5
- 2011 - Ekelund, Vilhelm. Siöcrona Joachim. red. Vilhelm Ekelunds fruktbara tankar. Stockholm: Hilaritas. Libris 12455836. ISBN 9789197869744